# 조르웨 문화
조르웨 문화(Jorwe culture)는 오늘날의 인도 마하라슈트라주의 넓은 지역에 존재했던 동기 고고문화로, 북쪽으로는 마디아프라데시주의 말와 지역에도 존재했다. 이 문화는 조르웨 활자 유적지의 이름을 따서 지어졌다. 문화의 초기 단계는 기원전 1400-1000년경으로 거슬러 올라가는 반면, 후기 단계는 기원전 1000-700년경으로 거슬러 올라간다.
조르웨 문화의 정착지는 200여 곳이 넘는 것으로, 몇몇 대규모의 중소 농촌 마을부터 많은 소규모 마을, 그리고 목축업자들이 이용하는 임시적이고 계절적인 야영지에 이르기까지 다양하다. 이는 군장국가 수준의 사회 조직을 반영하는 것으로 보인다. 가장 큰 정착지는 다이마바드였는데, 다이마바드는 불 구덩이가 있는 타원형의 사원일 뿐 아니라 이 시기 토성을 두르고 있었다. 몇몇 정착지는 직사각형의 집과 길 또는 차선의 배치에 계획을 세운 증거를 보여준다. 대부분의 주거지는 방 하나짜리 작은 주택이었지만, 족장들은 방이 여러 개인 큰 집에 살았고, 곡물을 저장할 곡창이 있었다.
토기는 빨간색과 주황색이며, 검은색에 기하학적인 무늬가 그려져 있다. 농업은 밀, 보리, 콩과 식물을 포함하여 초기 말와 문화와 대체로 같았지만, 새로운 종류의 기장이 추가되었다. 이들은 카르나타카 지역와는 금과 상아를,  인도 해안(구자라트과 콘칸) 지역과는 물고기, 소라 껍데기, 적철석을 거래했다. 시신은 보통 발을 잘라낸 채 집 바닥이나 뜰 아래에 있는 항아리에 묻혔다. 대부분의 조르웨 문화의 장소들은 아마도 기근이나 가뭄 때문에 기원전 1000년경에 버려졌고, 나머지 장소들은 기원전 700년경에 버려질 때까지 빈곤성이 증가한 징후를 보인다.
조르웨 문화 유적지로는 조르웨, 다이마바드, 이남가온, 프라카셰, 나브다톨리, 와키 등이 있다.
조르웨 문화는 말와 문화를 계승하였고 데칸고원의 철기 시대 거석 문화와 북부흑광도기 문화가 뒤를 이었다.

## 참고 문헌
- Singh, Upinder (2008). 《A History of Ancient and Early Medieval India: From the Stone Age to the 12th Century》 (영어). Pearson Education India. ISBN 9788131711200.
- Basant, P. K. (2012). 《The City and the Country in Early India: A Study of Malwa》 (영어). Primus Books. ISBN 9789380607153.